# Рамі Аль-Хадж
Рамі Аль-Хадж (араб. رامي الحاج, нар. 17 вересня 2001, Бейрут, Ліван) — шведський футболіст ліванського походження, атакувальний півзахисник данського клубу «Оденсе».

## Ігрова кар'єра
Рамі Аль-Хадж народився у Лівані у місті Бейрут. Футболом почав займатися вже у Швеції, куди переїхала його родина. З семирічного віку Рамі навчався футболу у спортивній школі клубу «Фалкенберг». Через десять років молодого футболіста запросив до свого складу нідерландський «Геренвен». Ще два роки Аль-Хадж грав у молодіжному складі нідерландського клубу. 
У січні 2020 року Аль-Хадж дебютував у матчах Ередивізі. Контракт Рамі із клубом діє до літа 2023 року.
У 2019 році Рамі Аль-Хадж зіграв чотири матчі у складі юнацької збірної Швеції (U-19).